# Сельцо (Брянский район)
Сельцо — деревня в Брянском районе Брянской области, в составе Глинищевского сельского поселения. Расположена в 5 км к северу от села Глинищево, на правом берегу Десны. Население — ↘73 (2013).

## История
Основана не позднее XVI века; упоминается с 1620-х гг. (под названием Суздалец, Суздальцево) как владение Голенищевых; позднее — Борятинских, Саловых, Глотовых, Алымовых, Тютчевых, Лутовиновых и других. В конце XVIII века перешло к Яковлевым, построившим здесь один из крупнейших винокуренных заводов Брянского уезда. Входило в приход села Хотылёва. С 1870-х гг. официальное название — Сельцо Суздальцево; современное название установилось в первой половине XX века.
В XVII—XVIII вв. входила в состав Подгородного стана Брянского уезда; с 1861 по 1924 в Госамской волости Брянского (с 1921 — Бежицкого) уезда. По названию деревни Сельцо в 1900-е гг. была переименована лежащая в 2 км к северу станция Риго-Орловской железной дороги (первоначально именовавшаяся Городец), от которой берёт начало нынешний город Сельцо.
В 1924—1929 в Бежицкой волости; с 1929 года в Брянском районе. С 1920-х гг. по 1954 входила в Городецкий, Сельцовский сельсовет (поссовет), в 1954—2000 в Хотылевском сельсовете. В 1964 году к деревне был присоединён посёлок Лозки (юго-западная часть нынешней деревни).